# Psammotis obtusalis
Psammotis obtusalis là một loài bướm đêm trong họ Crambidae.